# Forsmarks skola

Forsmarks skola, var en gymnasieskola belägen i Forsmark. Skolan drevs i samarbete mellan Forsmarks kraftgrupp och Östhammars kommun och var alltså formellt sett ingen friskola. Vid skolan studerarade eleverna det naturvetenskapliga programmet och teknikprogrammet med lokala profileringar mot till exempel datateknik, energiteknik och naturvetenskap. Från hösten 2014 erbjöd skolan utbildningar från årskurs 1 på både Teknikprogrammet och det Naturvetenskapliga programmet.
Undervisningen var gratis och boende i lägenhet i Gimo erbjöds eleverna. Fram till maj 2008 bodde eleverna i studentkorridor i det så kallade Bostadsområdet nere vid kärnkraftverket, tidigare även i Östhammar. Hyra och matutgifter täcktes helt eller delvis av studiebidraget och inackorderingsbidraget från hemkommunen.

## Historia
Tankar på att åter etablera en skola i Forsmark fanns redan då kärnkraftverket började planeras, men det dröjde till 1987 innan skolan grundades av Karl-Erik Sandstedt, till en början som en filial till Fyrisskolan i Uppsala. Undervisningen omfattade då årskurserna 3 och 4 vid gymnasieskolans fyraåriga tekniska linje, med de lokala inriktningarna data- respektive energiteknik. Skolan satsade på moderna lokaler, lärare med hög teknisk kompetens (bland annat från Forsmarks kärnkraftverk) och moderna datorer. Eleverna, som kom från hela Sverige, inackorderades i Forsmarks bostadsområde intill kärnkraftverket.
När det fjärde året togs bort från den tekniska utbildningen erbjöd skolan under några år endast årskurs 3. Från och med höstterminen 1995 blev utbildningen åter tvåårig, nu från årskurs 2.
I samband med att teknisk inriktning avskaffades inom det naturvetenskapliga programmet gjorde Forsmarks skola kursplanen mer flexibel för eleven. Detta hade också samband med att datorer och Internet blivit var mans egendom under andra halvan av 1990-talet, varför datainriktningen inte längre var lika attraktiv. 1996 års antagna var sannolikt den sista årskullen där de flesta saknade privat e-postadress före studierna i Forsmark.
Forsmarks skola var en tid också en högskola (Forsmarks högskola) som gav treåriga högskoleingenjörsutbildningar i data- och energiteknik. De sista högskolestudenterna tog examen 1996. Efter detta har Högskolan i Gävle och Uppsala universitet ibland förlagt kurser till Forsmark.
Våren 2008 beslöt skolan att säga upp kontraktet för elevbostäderna i Forsmark och i stället flytta boendet till Gimo. Skälen var bland att revisionsavställningen för kärnkraftsreaktorer utökades så att det gamla boendet inte kunde tillhandahålla tillräckligt med platser läsåret om och att bostadsområdet planeras att rivas om ett slutförvar för utbränt kärnbränsle etableras i Forsmark. Eleverna skulle i stället bo i lägenheter samt ett före detta vandrarhem vid idrottsplatsen i Gimo.
Under vårterminen 2020 fasades verksamheten ut för att under höstterminen 2020 byta namn till Vattenfallgymnasiet med ny ägare och huvudman. 